# سوکولینو
سوکولینو (به بلغاری: Sokolino) یک منطقهٔ مسکونی در بلغارستان است که در شهرستان مومچیلگراد واقع شده‌است.